# Super Bowl LIV
El Super Bowl LIV fue la 54.ª final de la NFL y 50.ª de la era moderna. Decidió al campeón de la temporada 2019. El campeón de la Conferencia Nacional (NFC), los San Francisco 49ers, jugaron contra los Kansas City Chiefs, campeones de la Conferencia Americana (AFC). La final se disputó el 2 de febrero de 2020, en Miami, Florida, en el Hard Rock Stadium. Este fue el 11º  Super Bowl celebrado en el sur de Florida y el sexto en este estadio, el cual organizó el Super Bowl XLIV hace 10 años. La final fue televisada, en Estados Unidos, por la cadena Fox en inglés y por el canal Fox Deportes en español. Kansas City, después de 50 años, fue ganador de la 100.ª temporada de la NFL y de la 54.ª Super Bowl, venciendo a San Francisco 49ers, con el resultado final de 31 puntos a 20 puntos.
La primera mitad del juego fue de ida y vuelta entre ambos equipos, con el juego empatado a 10 en el descanso de medio tiempo. En el tercer cuarto, los 49ers comenzaron a alejarse, con una ventaja de 20-10 de cara al último cuarto. Sin embargo, durante los últimos 6:13 del juego, la ofensiva de los Chiefs completó dos series de touchdown, para tomar la delantera. Los Chiefs luego detuvieron a los 49ers en defensa, y un touchdown tardío , selló la victoria y puso fin a la sequía de campeonato de 50 años de los Chiefs.
El himno nacional estadounidense fue interpretado por Demi Lovato, mientras que el espectáculo de medio tiempo fue encabezado por Shakira y Jennifer Lopez.

## Proceso de selección
El 19 de mayo de 2015, la liga anunció los cuatro estadios que optaban para acoger el Super Bowl LIII y Super Bowl LIV. El 24 de mayo del año siguiente, en la primera ronda se definió el estadio anfitrión de la edición de 2019, y el ganador fue Atlanta, inmediatamente después en una segunda ronda se decidió que la sede del Super Bowl LIV fuese en Miami.  Imponiéndose en la votación al estadio de Tampa, también en Florida, el Raymond James Stadium, que albergó el Super Bowl XLIII y que también fue seleccionado en este caso para acoger el Super Bowl LV.

## Espectáculo de medio tiempo
El 26 de septiembre de 2019 Pepsi, el auspiciador oficial del espectáculo anunció a través de sus redes sociales que Shakira y Jennifer Lopez serían las encargadas del espectáculo de medio tiempo del Super Bowl LIV, noticia que también difundieron las artistas. El mismo contó con la participación especial de J Balvin y Bad Bunny, así como la hija de Lopez, Emme Muñiz. Entre los temas interpretados, estuvieron «She Wolf», «Whenever, Wherever», «Jenny from the Block» y «On the Floor».